# Edmund Castell
Edmund Castell, né le 4 janvier 1606 à Hatley et mort le 6 janvier 1685 à Gobion, est un orientaliste britannique. Il est essentiellement célèbre aujourd’hui pour la part très active qu’il prit dans la publication de la Bible polyglotte de Walton.

## Biographie
Entré à 14 ans à l’Emmanuel College, il y obtient, en 1624, sa licence et en 1628,  sa maîtrise.
Nommé chapelain de Charles II, en 1666, il devient professeur d’arabe à Cambridge. En 1671, il va s’installer à St John’s pour se rapprocher de sa précieuse bibliothèque.
Il lui fallut dix-huit ans pour terminer, à raison de journées de seize à dix-huit heures de travail, non sans y perdre toute sa fortune pour avoir employé quatorze assistants et dépensé 12 000 livres pour la publication de son dictionnaire en sept langues (arabe, persan, hébreu, chaldéen, syriaque, samaritain et éthiopien), pour lequel il y avait peu de demande. En 1667, incapable de s’acquitter les dettes de son frère, pour lequel il s’était porté garant, il se retrouva emprisonné pour dettes. Cependant, un volume d’odes en sept langues, Sol Angliae Oriens, Auspiciis Carolii II, dédiés au roi, lui valut une prébende à la cathédrale de Canterbury et un poste de professeur d’arabe à Cambridge. À sa mort, il légua ses manuscrits à l’université de Cambridge.
La section syriaque de son Lexicon a paru séparément à Göttingen en 1788 par les soins de Michaelis, qui a rendu hommage aux travaux et à la recherche de Castell. Trier a publié la section hébreu de 1790 à 1792.

## Œuvres
- Lexicon Heptaglotton Hebraicum, Chaldaicum, Syriacum, Samaritanum, Aethiopicum, Arabicum, et Persicum, 1669